# Neuenkirchener Moor
Das Neuenkirchener Moor ist ein Naturschutzgebiet in der niedersächsischen Gemeinde Neuenkirchen in der Samtgemeinde Neuenkirchen im Landkreis Osnabrück.
Das Naturschutzgebiet mit dem Kennzeichen NSG WE 057 ist 6,5 Hektar groß. Es stellt einen kleinen Rest des ehemaligen „Heumoores“ unter Schutz, das großflächig abgebaut und kultiviert wurde. Einige hundert Meter östlich des Naturschutzgebietes befindet sich mit dem 6 Hektar großen Naturschutzgebiet „Im Teichbruch“ ein weiterer kleiner Rest des „Heumoores“. 
Das „Neuenkirchener Moor“ ist mit Büschen und Bäumen wie Weiden, Faulbäumen, aber auch Birken und Erlen, bestanden. Es wird von landwirtschaftlichen Nutzflächen, aber auch bewaldeten Bereichen umgeben.
Das Gebiet wird zum Bühner Bach entwässert, der zwischen dem Bramscher Ortsteil Achmer und Bramsche in die Hase mündet.
Das Gebiet steht seit dem 10. Februar 1979 unter Naturschutz. Zuständige untere Naturschutzbehörde ist der Landkreis Osnabrück.